# Fort Castiun
Fort Castiun ili Fort Pomer kopnena je utvrda koja se nalazi u blizini Istarskog poduzeća za zbrinjavanje otpada Kaštijuna. Ovo je jedna od najvećih pulskih fortifikacija. Pod nadzorom je MORH-a. Utvrda je bila korištena kao skladište oružja od 1881. do kapitulacije Kraljevine Italije 1943. godine. Iste je godine kratkotrajno koriste jednim dijelom angloamerička, a drugim dijelom oslobodilačka jugoslavenska vojska kao skladište oružja, a od tada je prazna sve do 1947. godine kada postaje: skladište oružja, stražarnica i kuhinja. Do 1978. godine se koristi u iste svrhe, a onda se ponovo napušta. Godine 2002. počinje se koristiti kao azil za pse i svinje. Utvrda ima svoju bitnicu u neposrednoj blizini.

## Više informacija
- Pulske fortifikacije
- Nacionalna udruga za fortifikacije Pula